# Rijstmeel

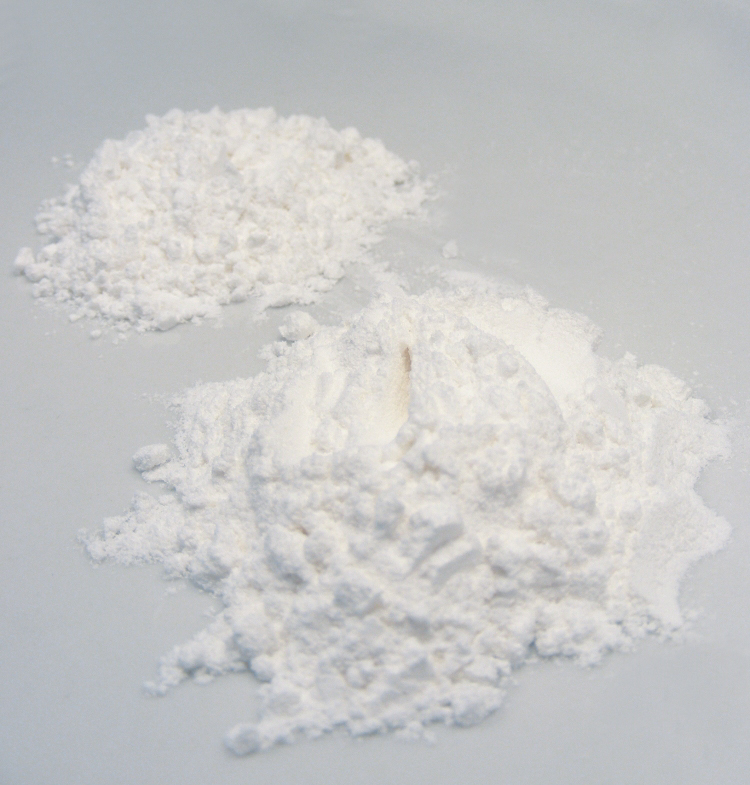
Rijstmeel en kleefrijstmeel

Rijstmeel is meel gemaakt van fijngemalen (kleef)rijst en wordt in het Oosten gebruikt als bindmiddel, maar ook als basis voor gebak, noedels en rijstproducten. Wanneer rijstmeel wordt gezeefd ontstaat een fijn poeder genaamd rijstebloem.

## Varianten en benaming

### In rijstvariant

#### Rijst
Rijstmeel kan gemaakt worden uit indica, japonica, en wilde rijst varianten. Meestal refereert de term rijstmeel naar het meel van gemalen witte rijst. De vertaling van rijstmeel in andere talen is als volgt:
- Chinees: 米粉 (pinyin: mǐfěn), 粘米粉 (pinyin: zhānmǐ fěn),
- Japans: 米粉 (komeko), じょうしんこ (jōshinko),
- Koreaans: 쌀가루 (ssal-garu), 멥쌀가루 (mepssal-garu),
- Vietnamees: bột gạo,
- Thais: แป้งข้าวเจ้า (paeng khao chao),
- Lao: ແປ້ງເຂົ້າຈ້າວ (pèng khao chao),
- Khmer: ម្សៅអង្ករ (msau ângkâ),
- Burmees: ဆန်မှုန့် (hcan hmun),
- Maleis: tepung beras,
- Turks: pirinç.

#### Kleefrijst of ketan
Wanneer het meel is gemaakt van gemalen kleefrijst (of ketan), wordt het in het Nederlands kleefrijstmeel of ketanmeel genoemd. In andere talen wordt hiernaar gerefereerd als:
- Chinees: 糯米粉 (pinyin: nuòmǐ fěn),
- Japans: 白玉粉 (shiratamako), もち米粉 (mochigomeko of mochiko),
- Koreaans: 찹쌀가루 (chapssal-garu).

In Japan wordt komeko of jōshinko gebruikt voor het aanduiden van rijstmeel gemaakt uit Uruchimai rijst (粳米), een witte, kort korrelige japonica rijst variant, die soms wordt aangeduid als sushirijst in het westen. Er bestaat in Japan ook nog een korte, ronde kleefrijstkorrel, de mochigome (もち米). Het kleefrijstmeel, dat geproduceerd wordt door deze mochigome kleefrijstkorrels te vermalen wordt mochigomeko (Japans: もち米粉, of mochiko in het kort) genoemd. Mochiko wordt gebruikt in de bereiding van dango en mochi (met de moderne bereidingstechniek). Shiratamako is ook kleefrijstmeel, maar het verschil is dat mochiko fijner gemalen kleefrijstmeel is dan shiratamako.

#### Bruine rijst
Rijstmeel gemaakt van bruine rijst, waarvan alleen de oneetbare, buitenste vlies is verwijderd, heet bruine rijstmeel.
- Chinees: 糙米粉 (pinyin: cāomǐ fěn),
- Koreaans: 현미가루 (hyeonmi-garu).

#### Zwarte rijst
Zwarte rijstmeel wordt gemaakt van vermalen zwarte rijst.
- Koreaans: 흑미가루 (heungmi-garu).

#### Rode rijst
Rode rijst wordt vermalen tot rode rijstmeel.
- Koreaans: 홍미가루 (hongmi-garu).

#### Groene rijst
Groene rijstmeel is gemaakt van gemalen groene rijst.
- Koreaans: 녹미가루 (nongmi-garu).

#### Witte rijst
Vermalen witte rijst wordt aangeduid als witte rijstmeel.
- Chinees: 白米粉 (pinyin: báimǐ fěn),
- Koreaans: 백미가루 (baengmi-garu).

### In maaltechniek
Verschillende maaltechnieken produceren verschillende type rijstmeel. Rijstmeel kan worden verkregen uit drooggemalen rijst van droge rijstkorrels, of nat worden gemalen van rijstkorrels die voorafgaand aan het malen in water zijn geweekt. Normaliter refereert "rijstmeel" aan drooggemalen rijstmeel (Koreaans: 건식 쌀가루 (geonsik ssal-garu)), dat houdbaar is buiten de koeling. In Korea is natgemalen rijstmeel (Koreaans: 습식 쌀가루 (seupsik ssal-garu) gemaakt uit rijst dat eerst heeft geweekt in water, dan wordt uitgelekt en gemalen met behulp van een molensteen en vervolgens eventueel wordt gezeefd tot rijstebloem. De natgemalen rijstmeel moet worden bewaard in een koeling. In de Filipijnen wordt rijstmeel traditioneel gemaakt door kleefrijstkorrels eerste te weken (vaak begint het dan een beetje te fermenteren), dan te vermalen (traditioneel met een molensteen) tot een rijk en glad viskeus rijstedeeg (bekend als galapóng).
Wet-milled rice flour
Galapóng being baked into bibingka

## Galerij met voorbeelden

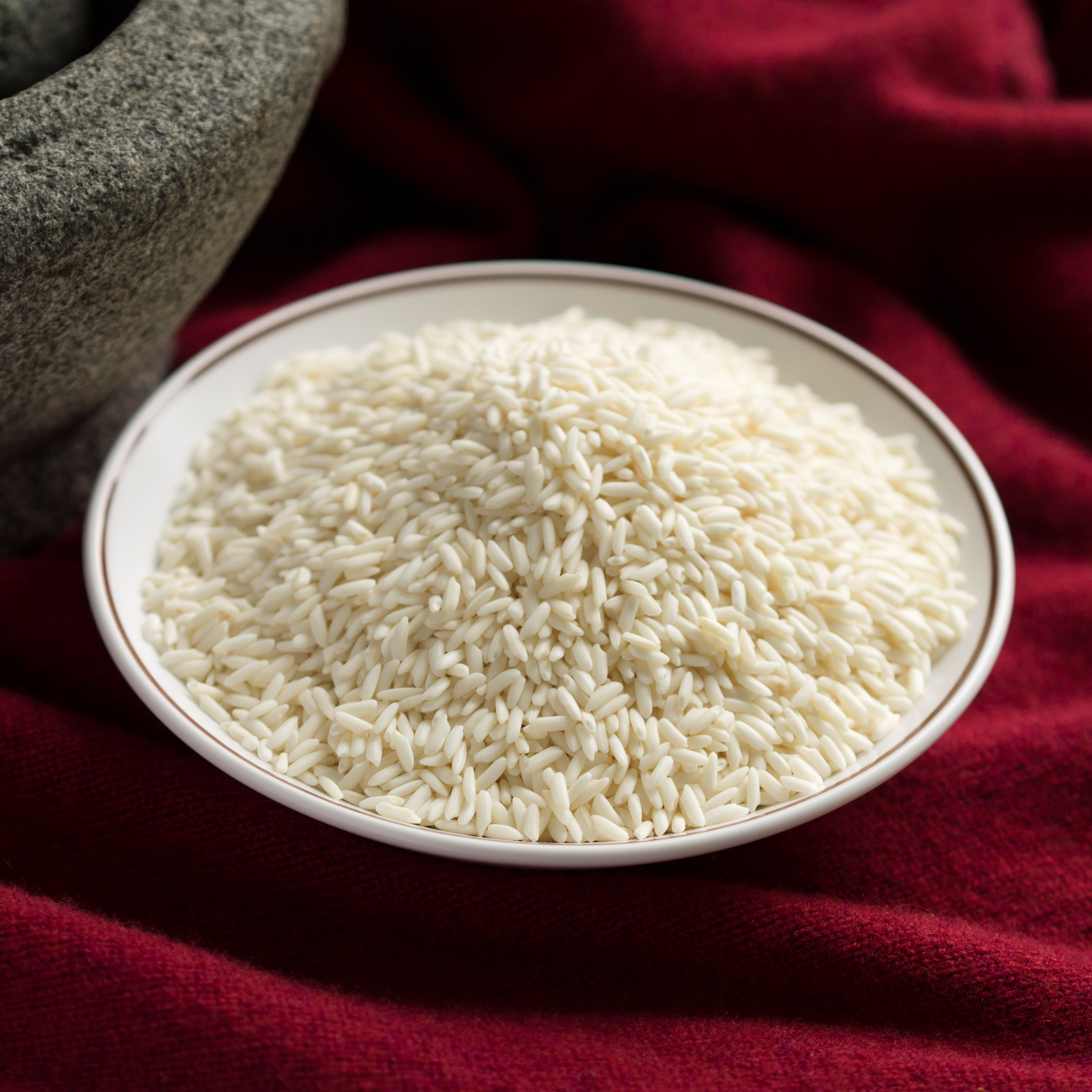
Lange kleefrijstkorrels in Thailand
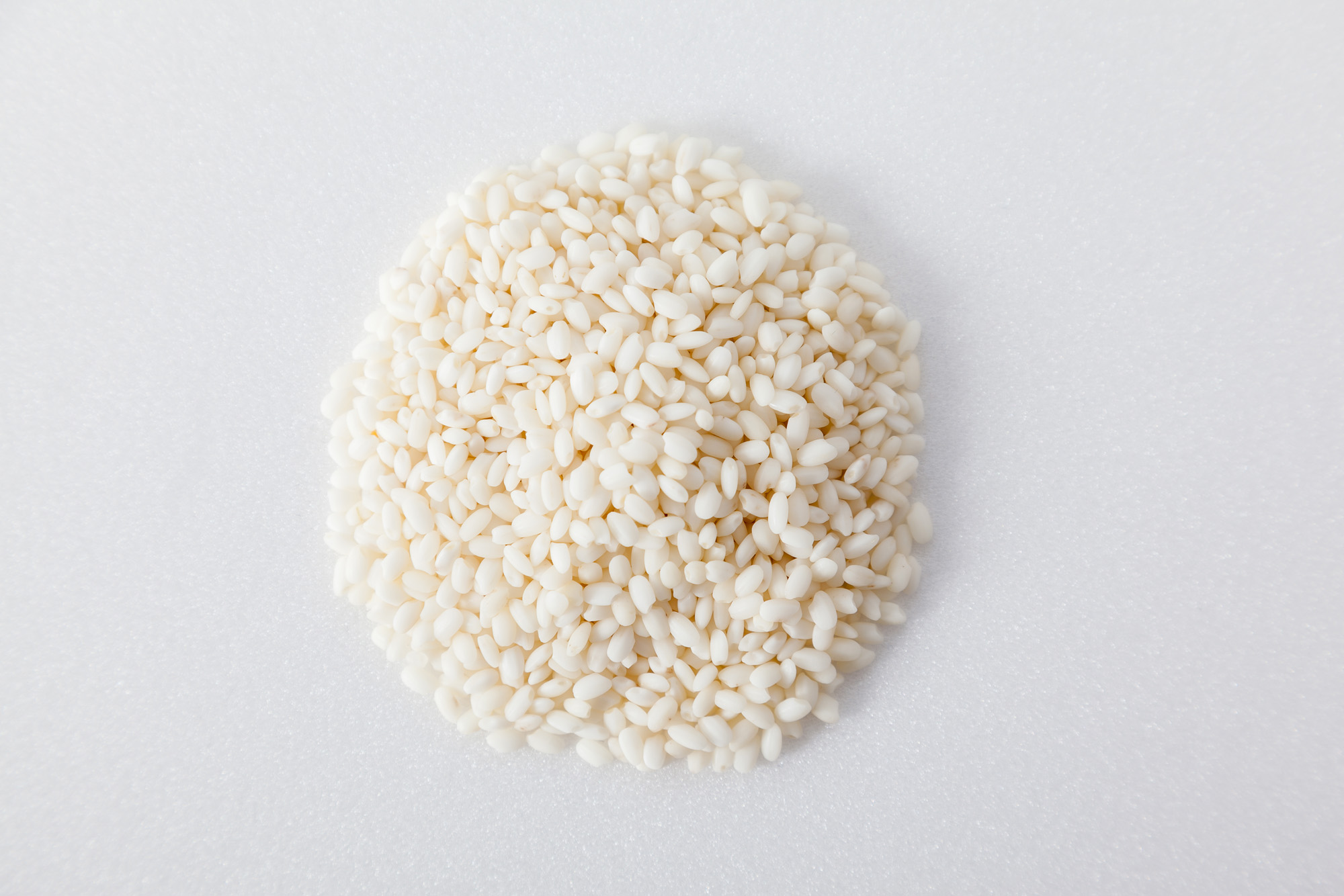
Korte kleefrijstkorrels uit Korea
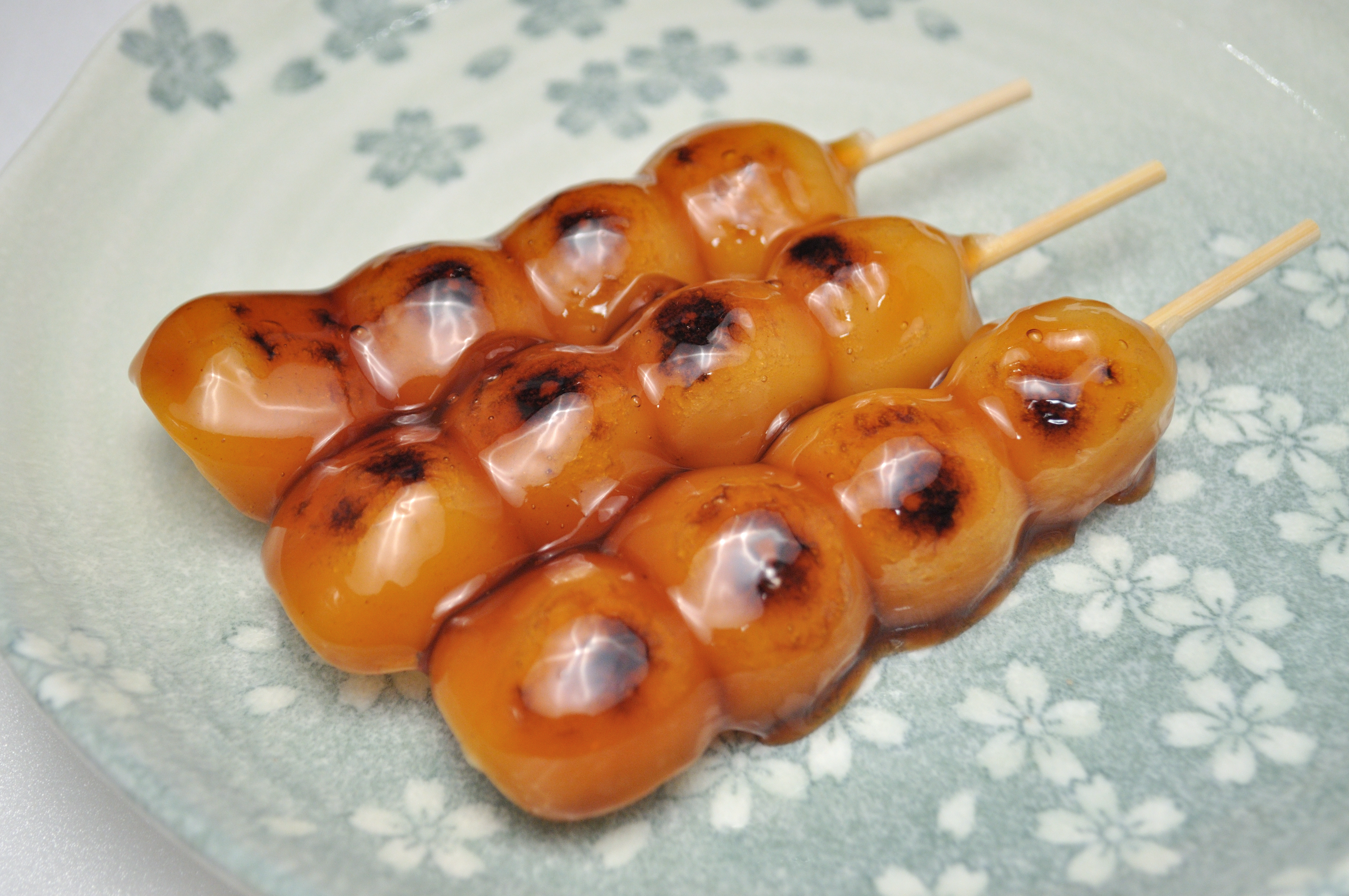
Dango, Japanse delicatesse gemaakt van kleefrijstmeel
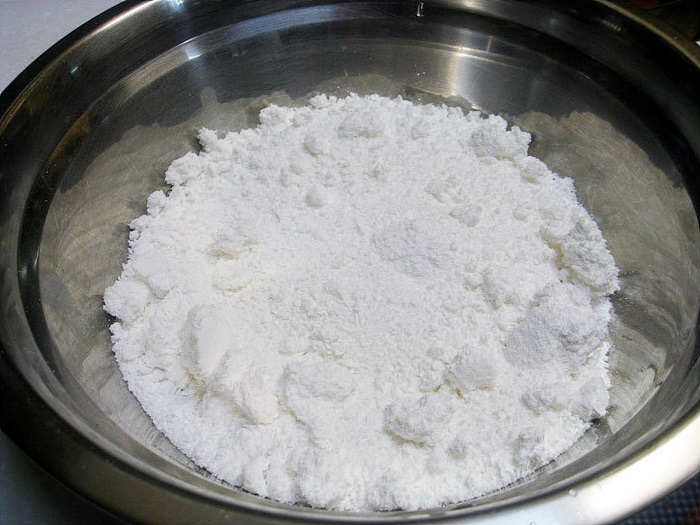
Natgemalen rijstmeel
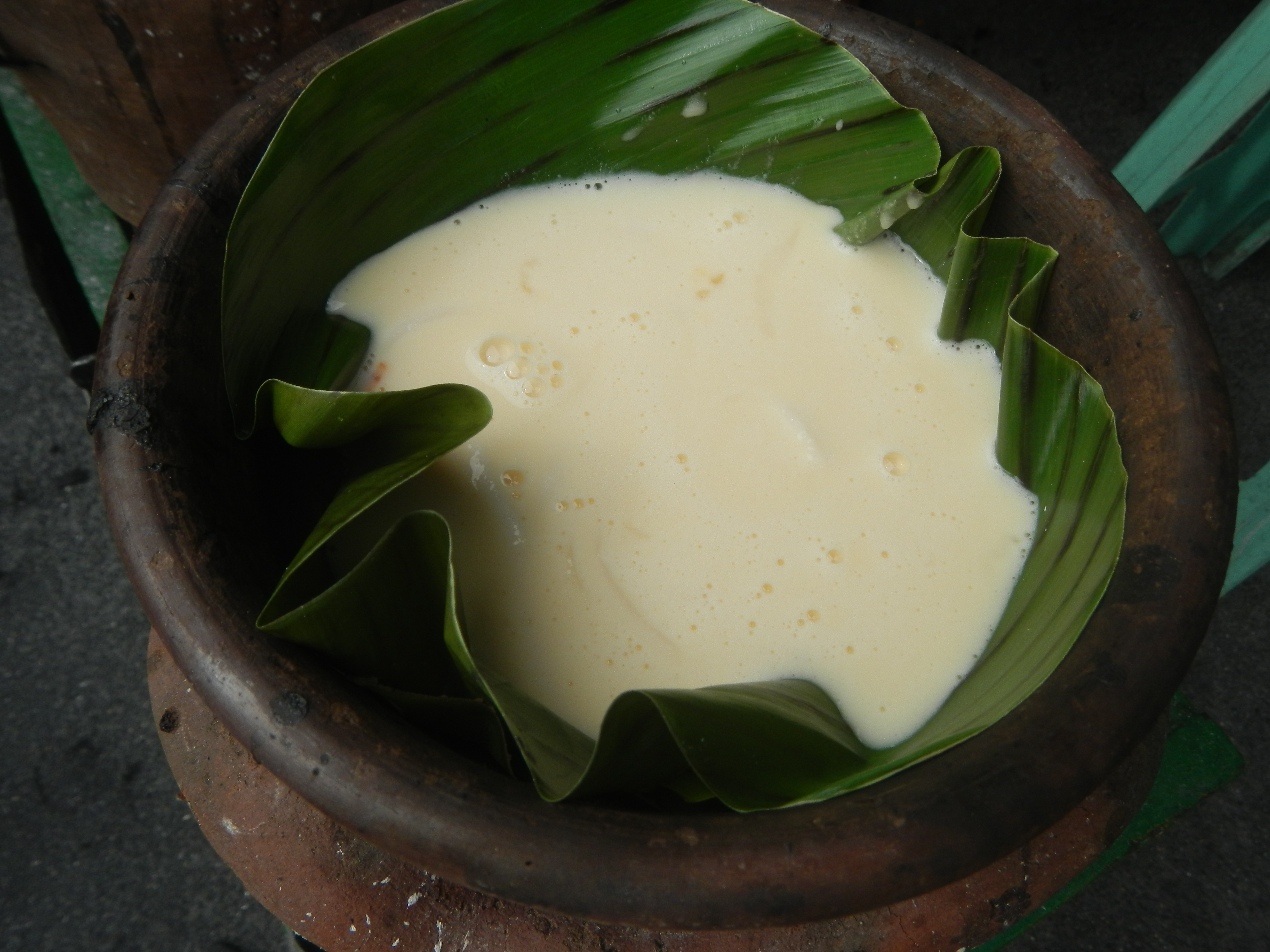
Galapóng dat wordt gebakken tot bibingka in de Filipijnen